# حسان إدريس
حسان إدريس مواليد 20 سبتمبر 2005 في السعودية، هو لاعب كرة قدم سعودي يلعب لنادي الحزم.

## مسيرة اللاعب
لعب في الفئات السنية في نادي الاتحاد وانتقل إلى نادي الحزم في عام 2023.